# Вирих фон Дорсвайлер-Крихинген
Вирих фон Дорсвайлер-Крихинген (на немски: Wirich von Dorsweiler-Criechingen; * пр. 1351; † 1375 или на 29 юли 1377) е благородник, господар на Крихинген на река Нид в Гранд Ест и на Дорсвайлер (Торшвил в Мозел) в Лотарингия.

## Произход и наследство
Той е син на Вирих фон Дорсвайлер († сл. 1351), господар на Крихинген, байлиф на епископа на Мец, и съпругата му фон Крихинген, дъщеря на Йохан фон Крихинген и Елизабет фон Малберг. Внук е на Годелман фон Дорсвайлер-Морсберг († 1314) и втората му съпруга Лоретта фон Даун-Оберщайн († сл. 1361), дъщеря на Вирих II фон Даун († 1299). Правнук е на Готфрид фон Дорсвайлер, наричан фон Морсберг († сл. 1264), първият известен господар на Дорсвайлер, и Лорета фон Ролинген († сл. 1264)
Господарите фон Дорсвайлер наследяват господарите фон Крихинген и започват да се наричат фон Крихинген. Господарите на Крихинген чрез женитби получават големи територии в Саарланд, Горна Лотарингия и в Люксембург.

## Фамилия
Вирих фон Дорсвайлер-Крихинген се жени за Сара фон Хомбург († сл. 1351), дъщеря на Йохан I фон Хомбург († 1316) и Изабела († сл. 1336). Те имат три деца:
- Вирих фон Крихинген († сл. 1372), баща на Георг фон Крихинген († сл. 1426)
- Йохан I фон Крихинген († сл. 21 октомври 1398/16 май 1399), господар на Крихинген и Пютлинген, женен пр. 19 октомври 1359 г. за Хенриета фон Форбах († 18 март/1 септември 1398), дъщеря на Йохан фон Форбах († 1362) и Жанета фон Варсберг († сл. 1365)
- Изабела фон Крихинген († сл. 1389)